# 蒂莫斯塞內斯山
蒂莫斯塞內斯山（英語：Mount Timosthenes），是南極洲的山峰，位於葛拉漢地的法利埃海岸，處於佩里格賴納斯峰西北面6公里，在哈里奧特冰川源頭和艾里冰川北岸之間，現時由南極條約體系管理。